# Gustavsbergs kyrka
Gustavsbergs kyrka är en kyrkobyggnad i Gustavsberg i Stockholms stift. Den är församlingskyrka i Gustavsberg-Ingarö församling.

## Kyrkobyggnaden
Gustavsbergs kyrka uppfördes åren 1904-1906 efter ritningar av arkitekt Gustaf Améen, och invigdes första söndagen i advent 1907. Kyrkobyggnaden är i nygotisk stil och består av ett rektangulärt långhus med smalare rakt avslutat kor i öster. Vid långhusets sydöstra sida finns en vidbyggd sakristia och ovanpå sakristian finns kyrktornet. Vid långhusets västra kortsida finns ett litet utbyggt vapenhus. Takpannorna tillika med det grågula teglet är tillverkade på porslinsfabriken. Det grönglaserade som finns på vissa ställen i tegelskiftet är inmurade pilsnerflaskbottnar. Kyrkorummet är enskeppigt och har ett treklövervalv som är klätt med brunmålade brädor. Korets tak har ett putsat kryssvalv.

## Inventarier
- Predikstolen i jugendstil är samtida med kyrkan.
- Ett triumfkrucifix utfört av konservator Alfred Nilsson skänktes till kyrkan 1943.
- Altartavlan är från 1944 av Einar Forseth.
- Nuvarande dopfunt i krysshamrad granit är tillverkad 1957.

### Orgel
- 1907 byggde E A Setterquist & Son, Örebro en orgel med 12 stämmor. Orgeln byggdes om 1943-1944 av Åkerman & Lund, Sundbybergs stad och fick då 20 stämmor.
- Den nuvarande orgeln byggdes 1979 av Åkerman & Lund Orgelbyggeri AB, Knivsta. Orgeln har mekanisk traktur, elektrisk registratur och elektriska koppel. Den har 8 fria kombinationer och cymbelstjärna. Orgeln har 31 stämmor. Fasaden är samtida med orgeln och ritad av arkitekten Ulf Oldaeus.

| Huvudverk I         | Svällverk II        | Pedal        | Koppel   |
| Borduna 16´         | Violinprincipal 8'  | Subbas 16´   | I/P      |
| Principal 8´        | Rörflöjt 8'         | Flöjt 16'    | II/P     |
| Flûte harmonique 8' | Salicional 8'       | Octavbas 8'  | II/I     |
| Borduna 8'          | Voix celeste 8'     | Borduna 8'   | II 16'/I |
| Octava 4'           | Principal 4'        | Flöjt 4'     |          |
| Flûte pavillon 4'   | Flûte octaviante 4' | Bombarde 16' |          |
| Octava 2'           | Nasarde 2 2/3'      | Trumpet 8'   |          |
| Cornett III         | Octavin 2'          | Clarion 4'   |          |
| Mixtur IV           | Tierce 1 3/5'       |              |          |
| Trumpet 8'          | Plein-jeu III       |              |          |
|                     | Basson 16           |              |          |
|                     | Hautbois 8'         |              |          |
|                     | Clarion 4'          |              |          |
|                     | Tremulant           |              |          |
|                     | Crescendosvällare   |              |          |

#### Kororgel
- Den nuvarande kororgeln byggdes 1975 av Åkerman & Lund Orgelbyggeri AB, Knivsta och är en mekanisk orgel.

| Manual       | Pedal   |
| Borduna 16´  | Bihängd |
| Flöjt 4'     |         |
| Principal 2' |         |
| Sedecima 1'  |         |

## Bildgalleri

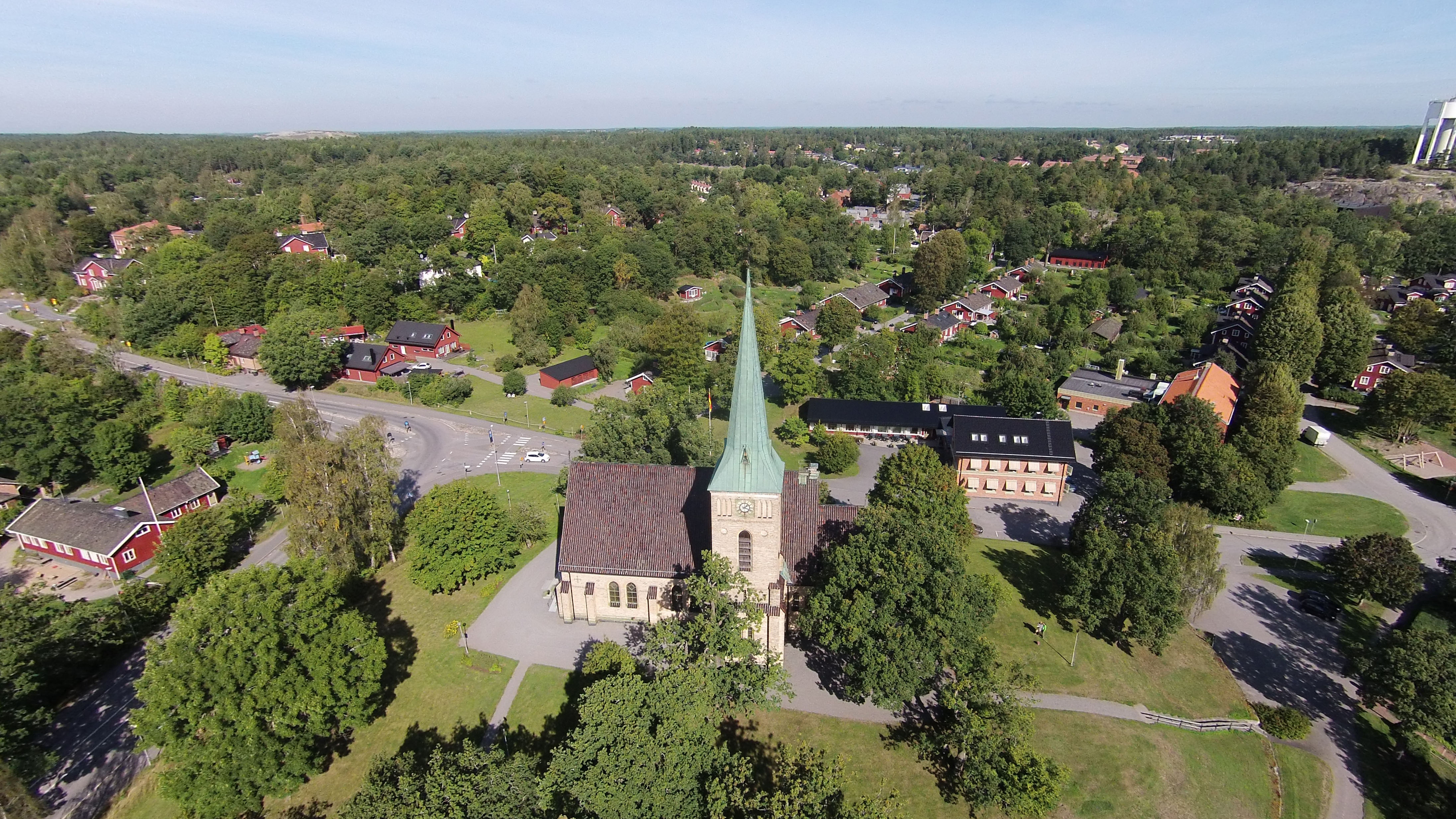
Kyrkan i landskapet
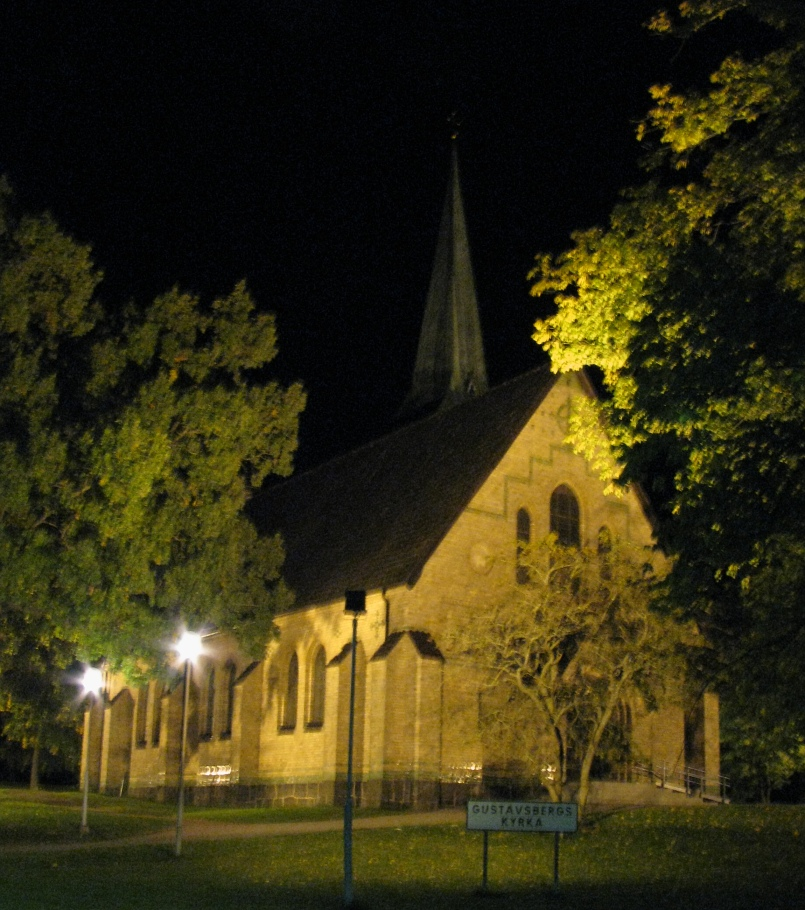
Kyrkobyggnaden i kvällsljus
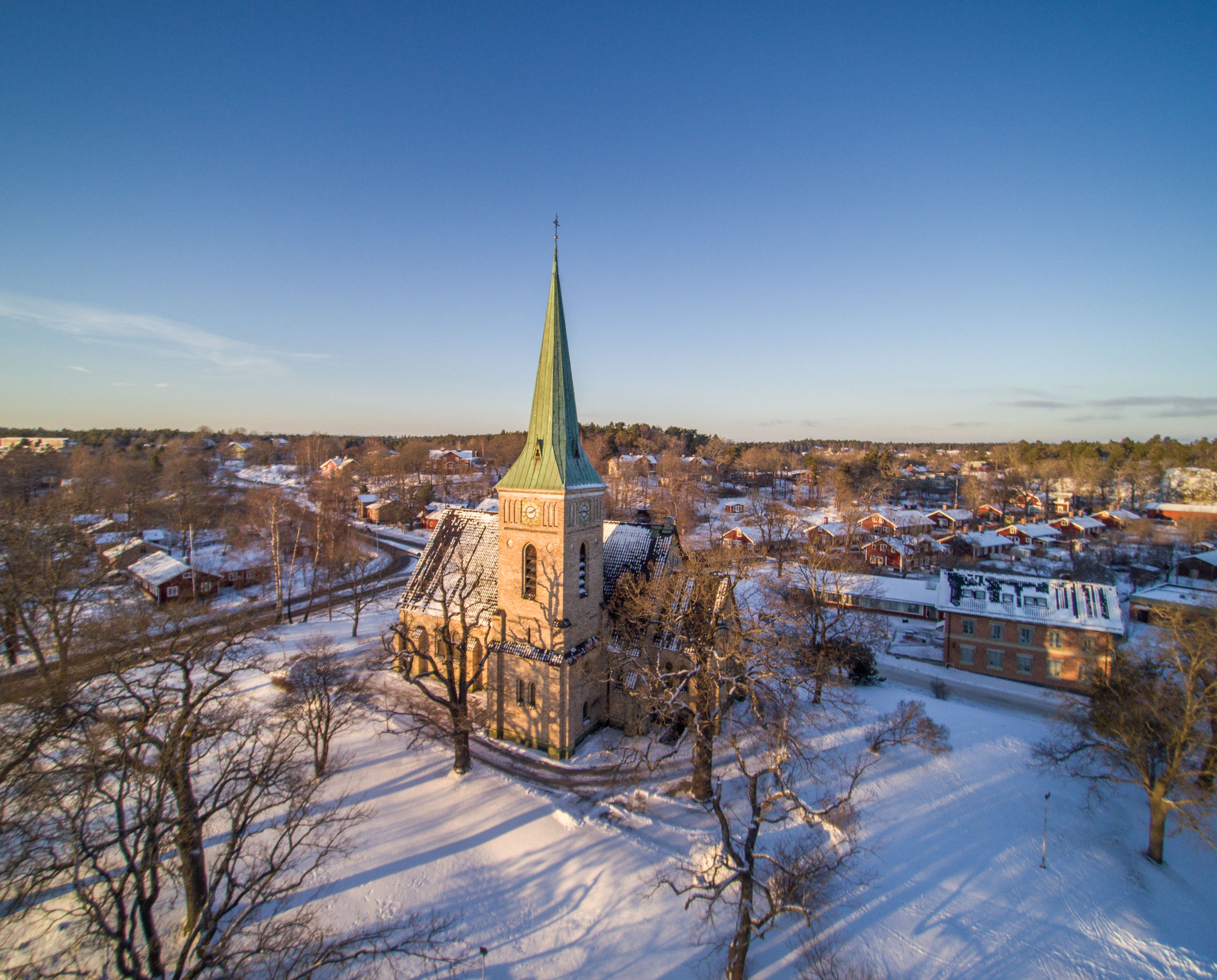
Vintervy
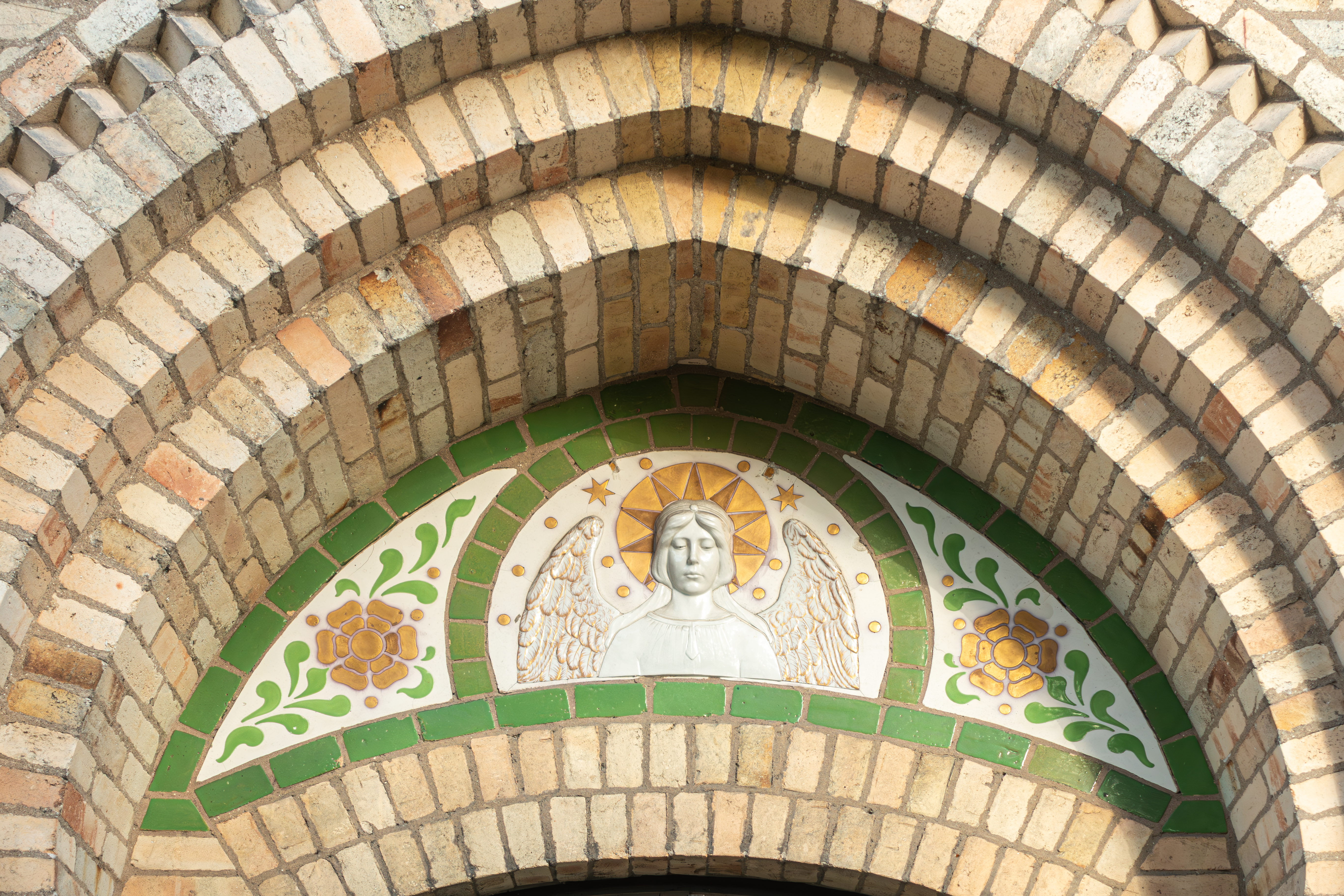
Tympanon över entréen.
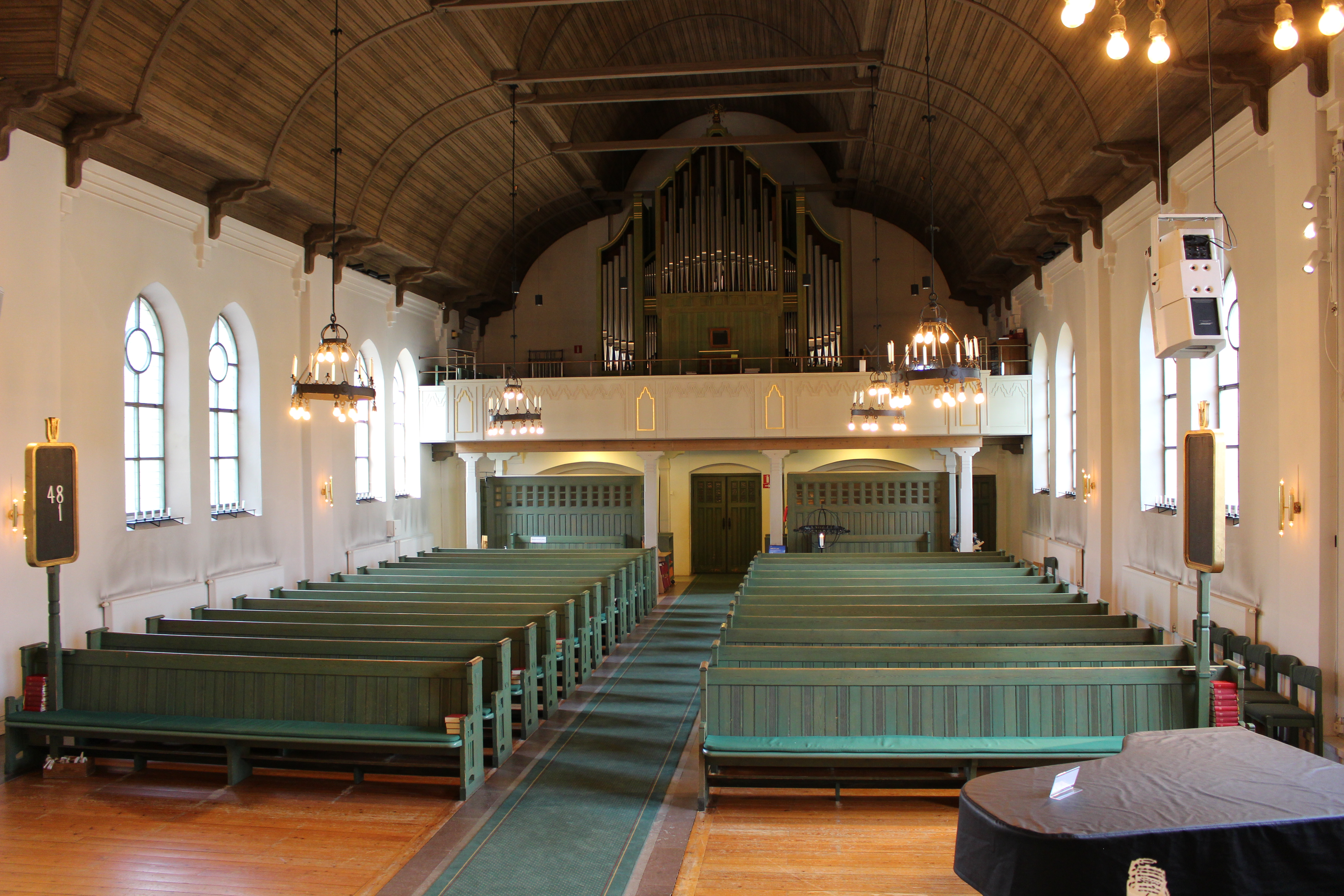
Kyrkorum mot ingång
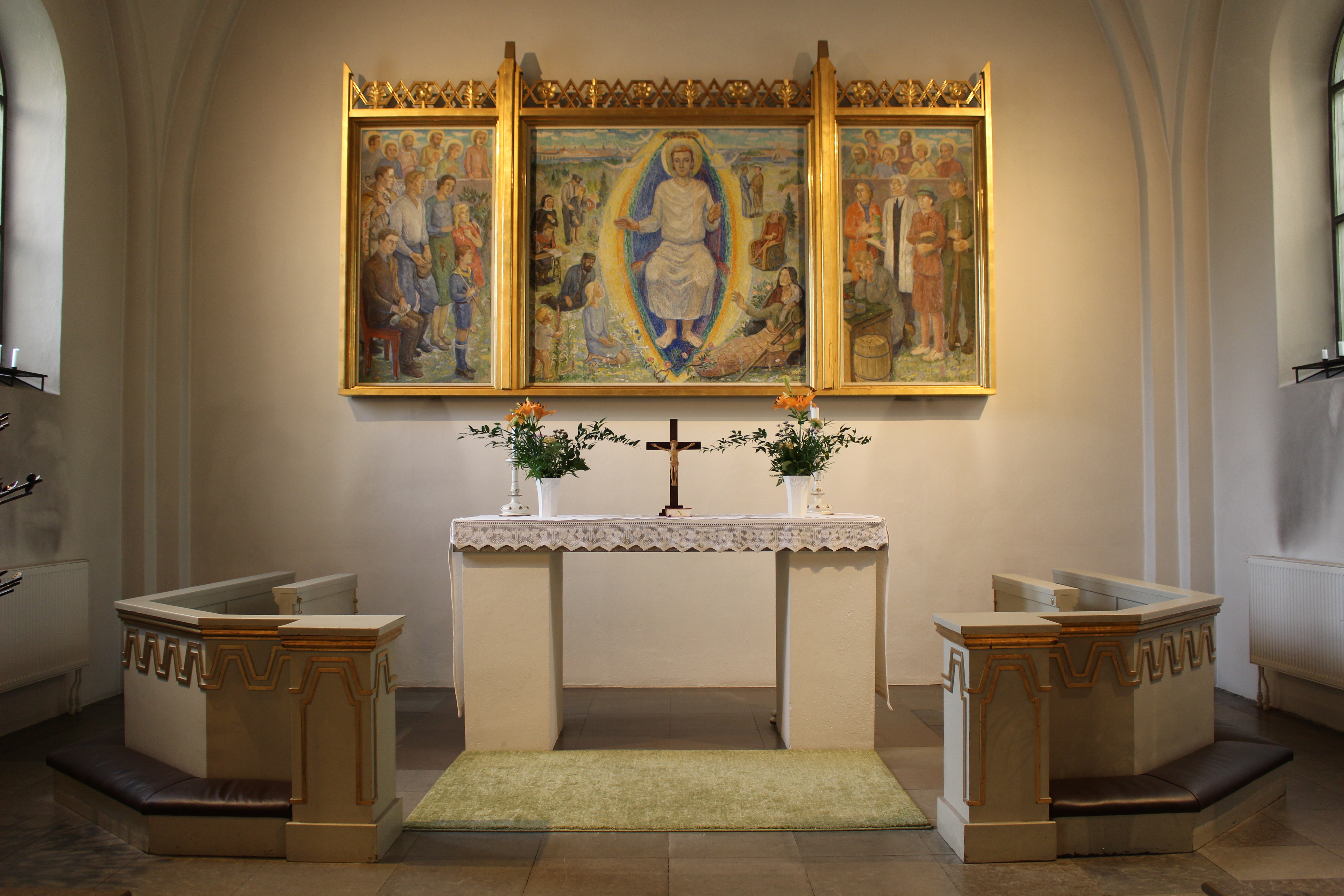
Altare med altartavla av Einar Forseth
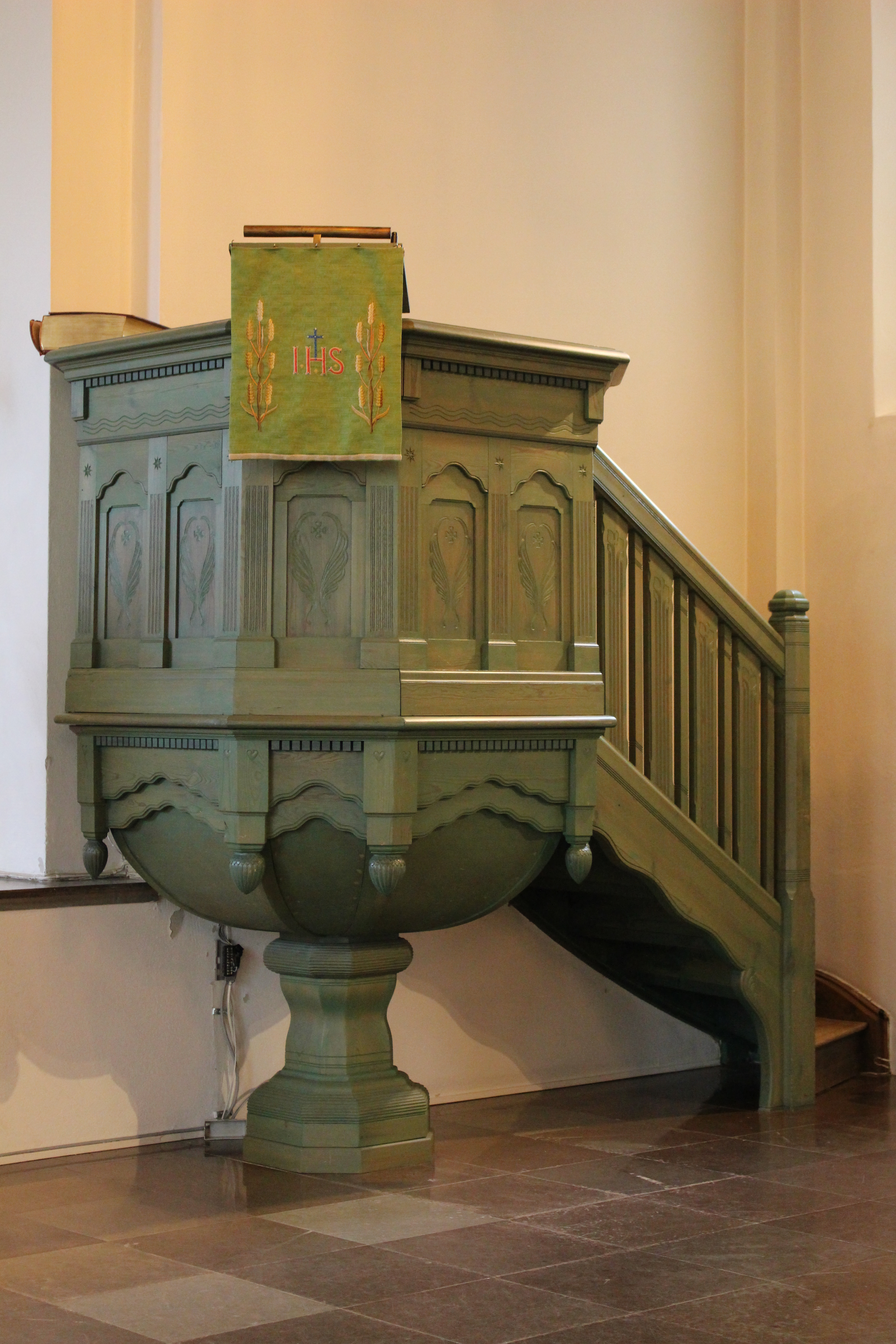
Predikstolen
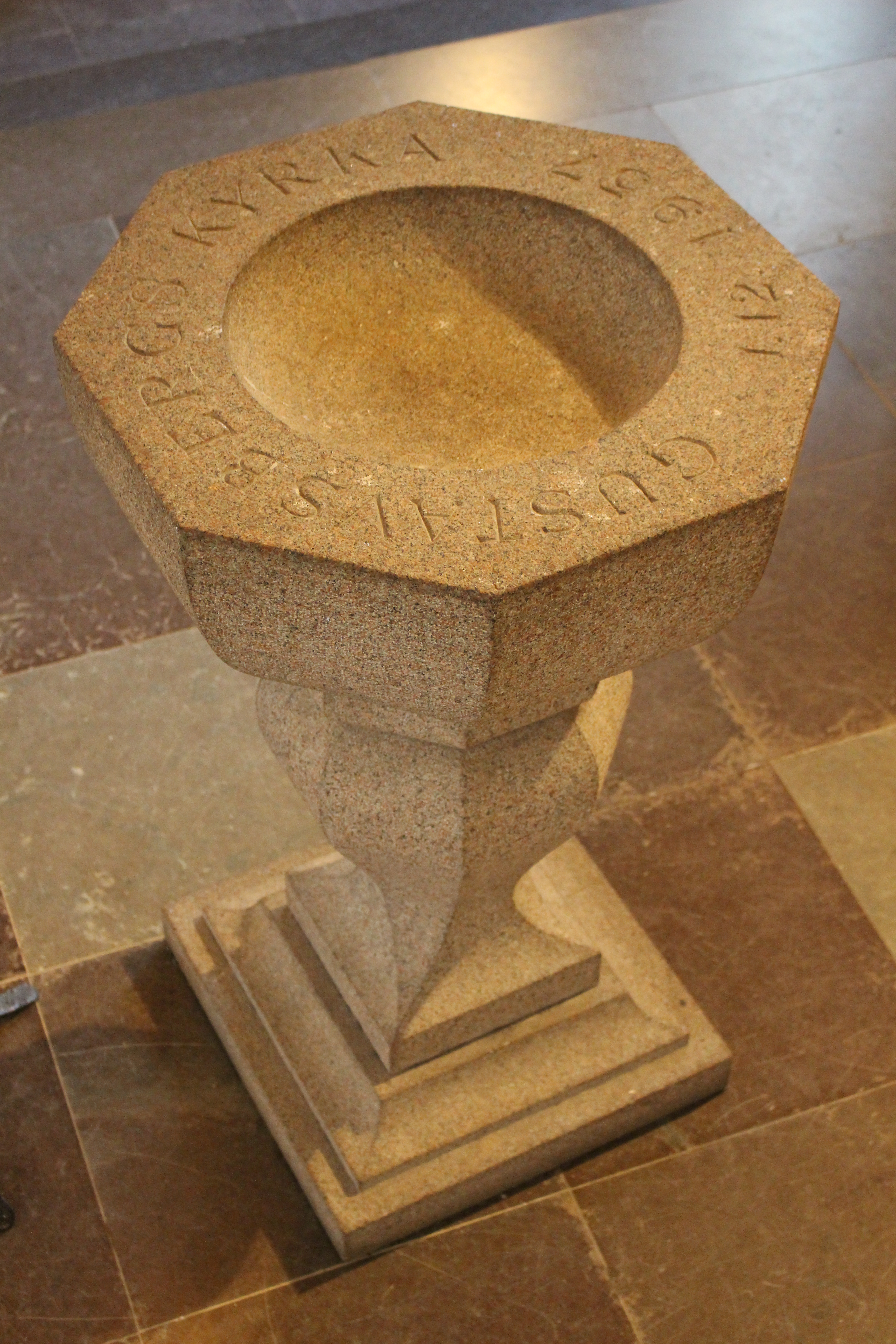
Dopfunt